# إبراهيم التنكابني القزويني
السيد إبراهيم بن أبي الحسن التنكابني القزويني (1255 هـ - 1324 هـ). هو رجل دين وفقيه شيعي إيراني كان من النُحاة والأصوليين، ولقبه التنكابني نسبة إلى تنكابن، وهي إحدى توابع قزوين، وتقع حالياً ضمن أراضي محافظة مازندران حسب التقسيم الإداري الحديث.

## ولادته ونشأته
كانت ولادته بمدينة قزوين سنة 1255 هـ، وابتدأ بدراسة مقدمات العلوم الحوزوية عند أبيه، ثم التحق بالمدرسة الصالحية ليتتلمذ على عبد الوهاب البرغاني القزويني في العلوم العقلية والأصول والفقه.

## هجرته
ارتحل التنكابني إلى العراق ليواصل دراسته في حوزة النجف متتلمذاً على حبيب الله الرشتي، ومرتضى الأنصاري، كما درس في كربلاء فترة عند زين العابدين المازندراني ومحمد تقي البرغاني.

## عودته إلى قزوين
عاد بعد فترة إلى قزوين متصدياً للأمور الشرعية، وأسس مدرسة في قزوين؛ مارس فيها التدريس لطلبة الحوزة. وقد توفي ودفن بها سنة 1323 هـ.

## مؤلفاته
له العديد من المؤلفات والرسائل العربية والفارسية، والتي طبع بعضها، ولا يزال البعض الآخر منها مخطوطاً، ولم يورد محسن الأمين أي عنوان من عناوينها مبرراً ذلك بقوله: ”له مؤلفات لم تحضرنا الآن أسماؤها“، ومن مؤلفاته التي جاء ذكرها في موسوعة مؤلفي الإمامية:
| - الأربعون حديثاً. - التقريرات. تقريرات لأبحاث ومحاضرات أستاذه عبد الوهاب البرغاني، وقسم من بحوث أصولية لا يُعلم صاحبها؛ غير أن من المحتمل أنها من دروس أستاذه مرتضى الأنصاري. - حاشية شرائع الإسلام. - رسالة في الأخلاق. رسالة فارسية في الأخلاق العملية، وتقع مقدمة وثلاثين باباً وخاتمة، خصَّص كل باب بواحد من الموضوعات الأخلاقية، كالعلم والعالم، الجود والإحسان، الغيبة، الكذب وغيرها. - رسالة في العدالة. | - رسالة في الهيئة. رسالة فارسية في علم الفلك، تقع في مقدمة ومقالتان. - شرح فرائد الأصول. شرح على كتاب فرائد الأصول لمرتضى الأنصاري، ويقع الشرح في أربع مجلدات. - شرح المدارك. - شرح المكاسب. شرح على كتاب المكاسب، ويقع الشرح في مجلدين. - منظومة في أصول الفقه. منظومة لبعض أبحاث أصول الفقه. - منظومة في فنون البلاغة. |

### كتب
- أعيان الشيعة. محسن الأمين، طبع بيروت - لبنان، تاريخ الطبع مفقود، منشورات دار التعارف.
- موسوعة مؤلفي الإمامية. مجمع الفكر الإسلامي، طبع قم - إيران، 1420 هـ، منشورات مجمع الفكر الإسلامي / معاونت آموزشي پژوهشي وزارت فرهنگ وارشاد إسلامى.

### إشارات مرجعية
1. 1 2  
الأمين، محسن. أعيان الشيعة - ج2. ص. 115. مؤرشف من الأصل في 2019-12-09.
2. 1 2 3  
موسوعة مؤلفي الإمامية - ج2. ص. 125. مؤرشف من الأصل في 2019-12-09. {{استشهاد بكتاب}}: الوسيط |الأول= يفتقد |الأخير= (مساعدة)
3. ↑  
موسوعة مؤلفي الإمامية - ج2. ص. 125–128. مؤرشف من الأصل في 2019-12-09. {{استشهاد بكتاب}}: الوسيط |الأول= يفتقد |الأخير= (مساعدة)